# Championnat du Cameroun de football 2003
Navigation
Saison précédente Saison suivante
La saison 2003 du Championnat du Cameroun de football était la 43e édition de la première division camerounaise, la MTN Elite 1. Les équipes sont regroupées au sein d'une poule unique, où chaque équipe affronte tous les adversaires 2 fois, à domicile et à l'extérieur. La saison prochaine, le championnat passe de 16 à 18 clubs : il y a donc 2 clubs relégués et 4 clubs promus de D2.
C'est le Cotonsport Garoua qui termine en tête du championnat cette année. C'est le 4e titre de champion de son histoire. Le Cotonsport réalise le doublé Coupe-championnat en battant Sable Batié en finale de la Coupe du Cameroun.

## Les 16 clubs participants
| - Cotonsport Garoua - Tonnerre Yaoundé - Canon Yaoundé - Union Douala - PWD Bamenda - Promu de D2 - Stade Bandjoun - Caïman de Douala - Promu de D2 - Sable Batié | - Unisport Bafang - Renaissance Ngoumou - Promu de D2 - Racing Club Bafoussam - Victoria United - Fovu Baham - Bamboutos Mbouda - Mount Cameroun - Cintra Yaoundé |

## Compétition

### Classement
| Rang | Équipe               | Pts | J  | G  | N  | P  | Bp | Bc | Diff |
| ---- | -------------------- | --- | -- | -- | -- | -- | -- | -- | ---- |
| 1    | Cotonsport GarouaC   | 62  | 30 | 18 | 8  | 4  | 46 | 19 | +27  |
| 2    | Canon YaoundéT       | 51  | 30 | 15 | 6  | 9  | 40 | 25 | +15  |
| 3    | PWD BamendaP         | 51  | 30 | 14 | 9  | 7  | 21 | 15 | +6   |
| 4    | Bamboutos Mbouda     | 50  | 30 | 14 | 8  | 8  | 31 | 19 | +12  |
| 5    | Mount Cameroun       | 49  | 30 | 14 | 7  | 9  | 27 | 22 | +5   |
| 6    | Unisport Bafang      | 45  | 30 | 12 | 9  | 9  | 28 | 28 | 0    |
| 7    | Fovu Baham           | 43  | 30 | 12 | 7  | 11 | 32 | 30 | +2   |
| 8    | Union Douala         | 42  | 30 | 11 | 9  | 10 | 40 | 32 | +8   |
| 9    | Victoria United      | 38  | 30 | 9  | 11 | 10 | 27 | 25 | +2   |
| 10   | Cintra Yaoundé       | 37  | 30 | 10 | 7  | 13 | 23 | 37 | -14  |
| 11   | Tonnerre Yaoundé     | 35  | 30 | 8  | 11 | 11 | 27 | 35 | -8   |
| 12   | Renaissance NgoumouP | 34  | 30 | 8  | 10 | 12 | 28 | 34 | -6   |
| 13   | Racing Bafoussam     | 33  | 30 | 6  | 15 | 9  | 26 | 26 | 0    |
| 14   | Sable Batié          | 32  | 30 | 7  | 11 | 12 | 24 | 31 | -7   |
| 15   | Caïman de DoualaP    | 28  | 30 | 8  | 4  | 18 | 31 | 48 | -17  |
| 16   | Stade Bandjoun       | 20  | 30 | 4  | 8  | 18 | 13 | 38 | -25  |

|  | Qualifié pour la Ligue des champions de la CAF 2004                                      |
|  | Qualifié pour la Coupe de la CAF 2004                                                    |
|  | Qualifié pour la Coupe UNIFFAC des clubs 2004                                            |
|  | Relégué en deuxième division                                                             |
|  | T : Tenant du titre C : Vainqueur de la Coupe du Cameroun P : Promu de deuxième division |

## Bilan de la saison
| Championnat du Cameroun de football 2003 |                              |
| Champion                                 | Cotonsport Garoua (4e titre) |
| Coupes et trophées                       |                              |
| Vainqueur de la Coupe du Cameroun 2003   | Cotonsport Garoua            |
| Qualifications continentales             |                              |
| Ligue des champions de la CAF 2004       | Cotonsport Garoua            |
| Ligue des champions de la CAF 2004       | Canon Yaoundé                |
| Coupe de la confédération 2004           | PWD Bamenda                  |
| Coupe de la confédération 2004           | Sable Batié                  |
| Coupe UNIFFAC des clubs 2004             | Bamboutos Mbouda             |
| Promotions et relégations                |                              |
| Promus en MTN Elite One                  | Botafogo de Bouéa            |
| Promus en MTN Elite One                  | Kadji Sport Academies        |
| Promus en MTN Elite One                  | Université Ngaoundéré        |
| Promus en MTN Elite One                  | Espérance Guider             |
| Relégués en MTN Elite Two                | Caïman de Douala             |
| Relégués en MTN Elite Two                | Stade Bandjoun               |